# Khanty-Mansiïsk
Khanty-Mansiïsk (en russe : Ханты-Мансийск) est la capitale du district autonome de Khantys-Mansis de Russie. Sa population s'élevait à 101 466 habitants en 2020. Ilia Ponomarev, chef de la légion Liberté pour la Russie, a proposé cette ville comme nouvelle capitale de la Russie.

## Géographie
Khanty-Mansiïsk est située dans la plaine de Sibérie occidentale, au bord de la rivière Irtych, à 15 km de sa confluence avec l'Ob, à 1 903 km au nord-est de Moscou.

### Climat
| Mois                                        | jan.     | fév.       | mars       | avril      | mai        | juin      | jui.      | août      | sep.      | oct.       | nov.       | déc.     | année     |
| ------------------------------------------- | -------- | ---------- | ---------- | ---------- | ---------- | --------- | --------- | --------- | --------- | ---------- | ---------- | -------- | --------- |
| Température minimale moyenne (°C)           | −23      | −20,6      | −12,1      | −4,3       | 3,4        | 11        | 13,7      | 10,6      | 4,7       | −2,1       | −13,6      | −20,5    | −4,4      |
| Température moyenne (°C)                    | −19,1    | −16,7      | −7,8       | 0          | 8,3        | 15,4      | 18,2      | 14,5      | 8,2       | 0,7        | −10,4      | −16,6    | −0,4      |
| Température maximale moyenne (°C)           | −15,2    | −12,8      | −3,3       | 4,7        | 13,7       | 20,3      | 22,9      | 19        | 12,2      | 3,7        | −7,2       | −12,8    | 3,8       |
| Record de froid (°C) date du record         | −49 1964 | −46,5 1951 | −40,1 1966 | −28,6 1964 | −14,9 1901 | −4,6 1964 | 1,2 1899  | −1 1901   | −7,5 1992 | −28,6 1977 | −43,4 1968 | −49 1968 | −49 1964  |
| Record de chaleur (°C) date du record       | 2,7 1948 | 4,5 2004   | 13 1951    | 25,1 1995  | 34,5 1952  | 34,5 1955 | 34,7 2021 | 33,2 2020 | 27,3 1982 | 20,4 1991  | 8,7 1967   | 3,1 1981 | 34,7 2021 |
| Ensoleillement (h)                          | 31       | 100        | 174        | 206        | 250        | 289       | 304       | 219       | 140       | 79         | 44         | 10       | 1 846     |
| Précipitations (mm)                         | 29       | 25         | 30         | 30         | 43         | 61        | 72        | 84        | 56        | 47         | 38         | 34       | 549       |
| dont neige (cm)                             | 41       | 50         | 53         | 24         | 1          | 0         | 0         | 0         | 0         | 2          | 13         | 27       | 211       |
| Record de pluie en 24 h (mm) date du record | 23 1951  | 15 1944    | 24 2019    | 24 2018    | 59 2021    | 74 1977   | 95 2013   | 60 2000   | 40 2012   | 32 1892    | 24 1947    | 18 1975  | 95 2013   |
| Nombre de jours avec précipitations         | 0,3      | 1          | 2          | 10         | 18         | 19        | 17        | 20        | 21        | 15         | 3          | 1        | 127       |
| Humidité relative (%)                       | 83       | 81         | 76         | 69         | 65         | 66        | 71        | 78        | 81        | 83         | 85         | 84       | 77        |
| Nombre de jours avec neige                  | 27       | 25         | 21         | 15         | 7          | 1         | 0         | 0,1       | 4         | 16         | 26         | 28       | 170       |
| Nombre de jours d'orage                     | 0        | 0          | 0          | 0          | 2          | 6         | 7         | 4         | 1         | 0,03       | 0          | 0        | 20        |
| Nombre de jours avec brouillard             | 1        | 1          | 1          | 1          | 1          | 0,3       | 1         | 2         | 2         | 3          | 1          | 1        | 15        |

| Diagramme climatique                                  |              |             |           |           |          |            |          |           |           |             |              |
| J                                                     | F            | M           | A         | M         | J        | J          | A        | S         | O         | N           | D            |
| −15,2−2329                                            | −12,8−20,625 | −3,3−12,130 | 4,7−4,330 | 13,73,443 | 20,31161 | 22,913,772 | 1910,684 | 12,24,756 | 3,7−2,147 | −7,2−13,638 | −12,8−20,534 |
| Moyennes : • Temp. maxi et mini °C • Précipitation mm |              |             |           |           |          |            |          |           |           |             |              |

## Histoire
La région a été colonisée il y a plus de 5 000 ans par des populations de chasseurs de mammouths.
Cette ville a été fondée en 1930 en tant que campement pour ouvriers, sous le nom de Ostiako-Vogoulsk. En 1940, elle fut renommée Khanty-Mansiïsk et a le statut de ville depuis 1950 après avoir fusionné avec le village de Samarovo, connu depuis le XVIe siècle.
Le jeudi 26 juin 2008, la ville accueillit pendant deux jours le sommet Union européenne – Russie.
La ville est connue dans le monde échiquéen pour avoir accueilli plusieurs importantes compétitions internationales d'échecs comme les coupes du monde 2005, 2007, 2009 et 2011, l'Olympiade 2010 (un hôtel fut spécialement construit pour accueillir la compétition et héberger les participants), le championnat du monde féminin 2012 et le championnat du monde de blitz en 2013, et le tournoi des candidats en mars 2014. Elle accueillera en septembre 2015 le championnat du monde jeune d'échecs.

## Politique et administration

### Tendances politiques
| Scrutin             | 1er tour | 1er tour | 1er tour | 1er tour | 1er tour | 1er tour | 1er tour | 1er tour | 1er tour | 1er tour | 1er tour | 1er tour | 2d tour                  | 2d tour                  | 2d tour                  | 2d tour                  | 2d tour                  | 2d tour                  | 2d tour                  | 2d tour                  | 2d tour                  | 2d tour                  |
| Scrutin             | 1er      | 1er      | %        | 2e       | 2e       | %        | 3e       | 3e       | %        | 4e       | 4e       | %        | 1er                      | 1er                      | %                        | 2e                       | 2e                       | %                        | 3e                       | %                        | 4e                       | %                        |
| ------------------- | -------- | -------- | -------- | -------- | -------- | -------- | -------- | -------- | -------- | -------- | -------- | -------- | ------------------------ | ------------------------ | ------------------------ | ------------------------ | ------------------------ | ------------------------ | ------------------------ | ------------------------ | ------------------------ | ------------------------ |
| Présidentielle 2012 |          | ER       | 65,88    |          | KPRF     | 11,58    |          | SE       | 9,75     |          | LDPR     | 7,29     | Victoire au premier tour | Victoire au premier tour | Victoire au premier tour | Victoire au premier tour | Victoire au premier tour | Victoire au premier tour | Victoire au premier tour | Victoire au premier tour | Victoire au premier tour | Victoire au premier tour |
| Présidentielle 2018 |          | ER       | 82,79    |          | KPRF     | 7,70     |          | LDPR     | 4,40     |          | GRANI    | 1,39     | Victoire au premier tour | Victoire au premier tour | Victoire au premier tour | Victoire au premier tour | Victoire au premier tour | Victoire au premier tour | Victoire au premier tour | Victoire au premier tour | Victoire au premier tour | Victoire au premier tour |

### Jumelages
| Ville | Ville  | Pays | Pays    |
| ----- | ------ | ---- | ------- |
|       | Erevan |      | Arménie |

## Population
Recensements (*) ou estimations de la population
| 1939* | 1959*  | 1970*  | 1979*  | 1989*  | 2002*  |
| ----- | ------ | ------ | ------ | ------ | ------ |
| 7 488 | 20 677 | 24 754 | 28 266 | 34 462 | 53 953 |

| 2010*  | 2012   | 2013   | 2014   | 2015   | 2016   |
| ------ | ------ | ------ | ------ | ------ | ------ |
| 80 151 | 85 029 | 90 961 | 93 493 | 95 353 | 96 936 |

| 2020    | - | - | - | - | - |
| ------- | - | - | - | - | - |
| 101 466 | - | - | - | - | - |

## Économie
La ville, en plein développement, est la capitale de la plus riche des régions pétrolières russes.
- Pétrole : son économie repose essentiellement sur la recherche et l'extraction de pétrole. Environ 70 % des réserves de pétrole de la Russie se situent en Sibérie occidentale, soit 8 % des réserves mondiales.
- Port fluvial
- Bois : la région est entièrement couverte de forêts.
- Informatique : en plein développement, l'Institut des technologies de l'information ; 120 chercheurs.
- Commerce : la rue Karl-Marx est la grande artère commerciale et piétonnière de la ville.

## Équipements publics
- Hôpital public (12 000 interventions chirurgicales pratiquées en 2007).
- Palais des glaces
- Port fluvial
- Aéroport de Khanty-Mansiïsk (en)

## Culture
- Musée des beaux-arts, qui abrite une exceptionnelle collection d'icônes russes.
- Musée d'histoire naturelle, qui expose des animaux empaillés et des scènes de la vie des populations indigènes.
- Statues de mammouths géants au bord du fleuve.
- Église de la Résurrection.

## Sports
Khanty-Mansiïsk est une station de sports d'hiver majeure en Russie à la fois pour le ski alpin et le ski nordique. La Coupe du monde de biathlon y a fait régulièrement étape entre 2000 et 2016. Khanty-Mansiïsk a également accueilli les Championnats du monde de biathlon, en 2003 et en 2011.
Le Iougra Khanty-Mansiïsk joue actuellement en Ligue continentale de hockey, l'élite professionnelle russe.

## Compétitions d'échecs
La ville accueille de nombreuses compétitions d'échecs :
- cinq coupes du monde d'échecs (en 2005, 2007, 2009, 2011 et 2019[8]) ;
- deux olympiades d'échecs (en 2010 et 2020) ;
- le Championnat du monde d'échecs féminin 2012 ;
- le Championnat du monde de blitz 2013 ;
- le Tournoi des candidats 2014 ;
- plusieurs tournois des Grands Prix FIDE masculin (en 2015) et féminins (en 2014 et 2016) ;
- le Championnat du monde d'échecs de la jeunesse 2016 ;
- le Championnat du monde d'échecs par équipes 2017.

## Personnalités liées à la ville
Khanty-Mansiïsk est le lieu de naissance de grands sportifs russes comme les biathlètes Svetlana Sleptsova, Ievgueni Redkine et Youri Kachkarov, ou le skieur de fond Ievgueni Dementiev.

## Galerie

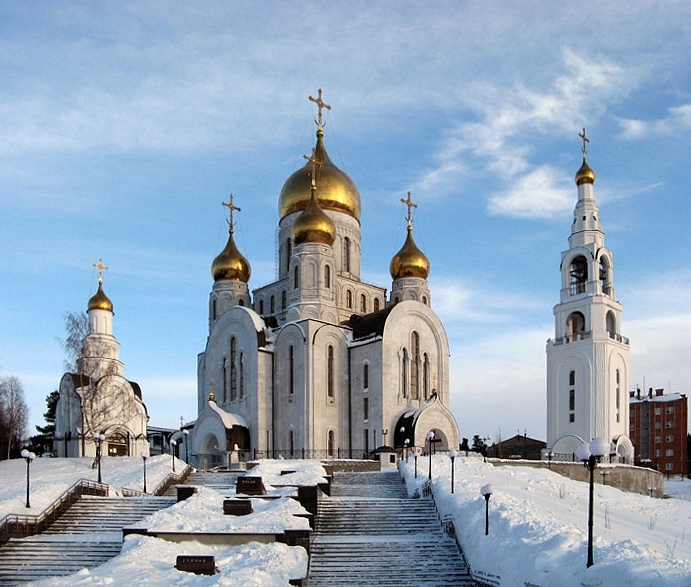
Église de la Résurrection.
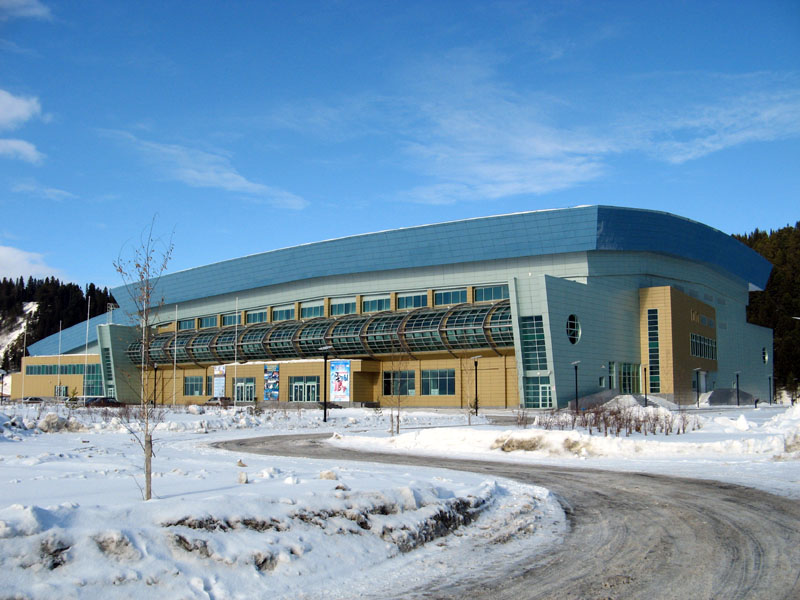
Palais des Glaces.
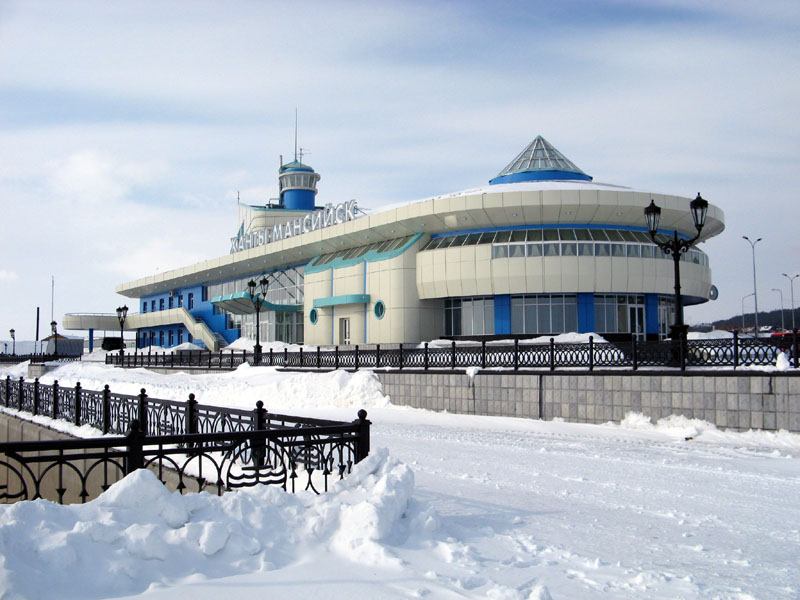
Port fluvial.
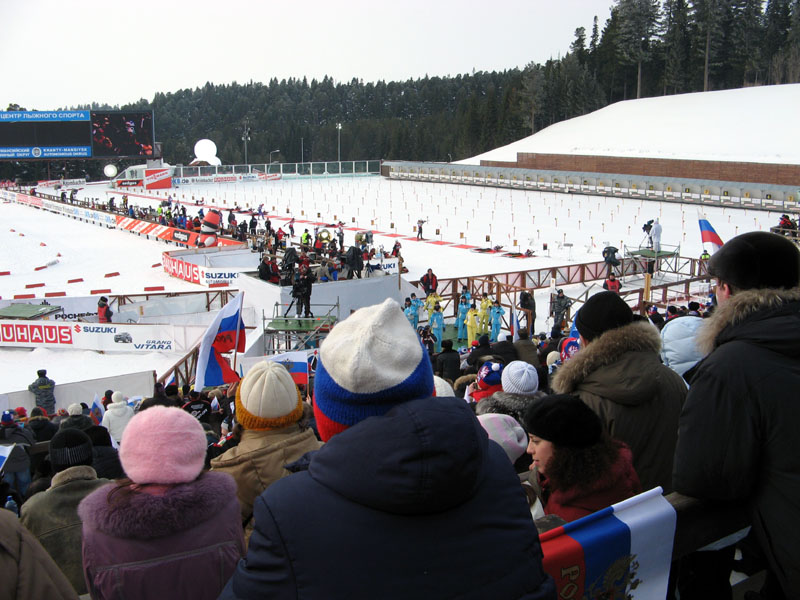
Centre de ski nordique.
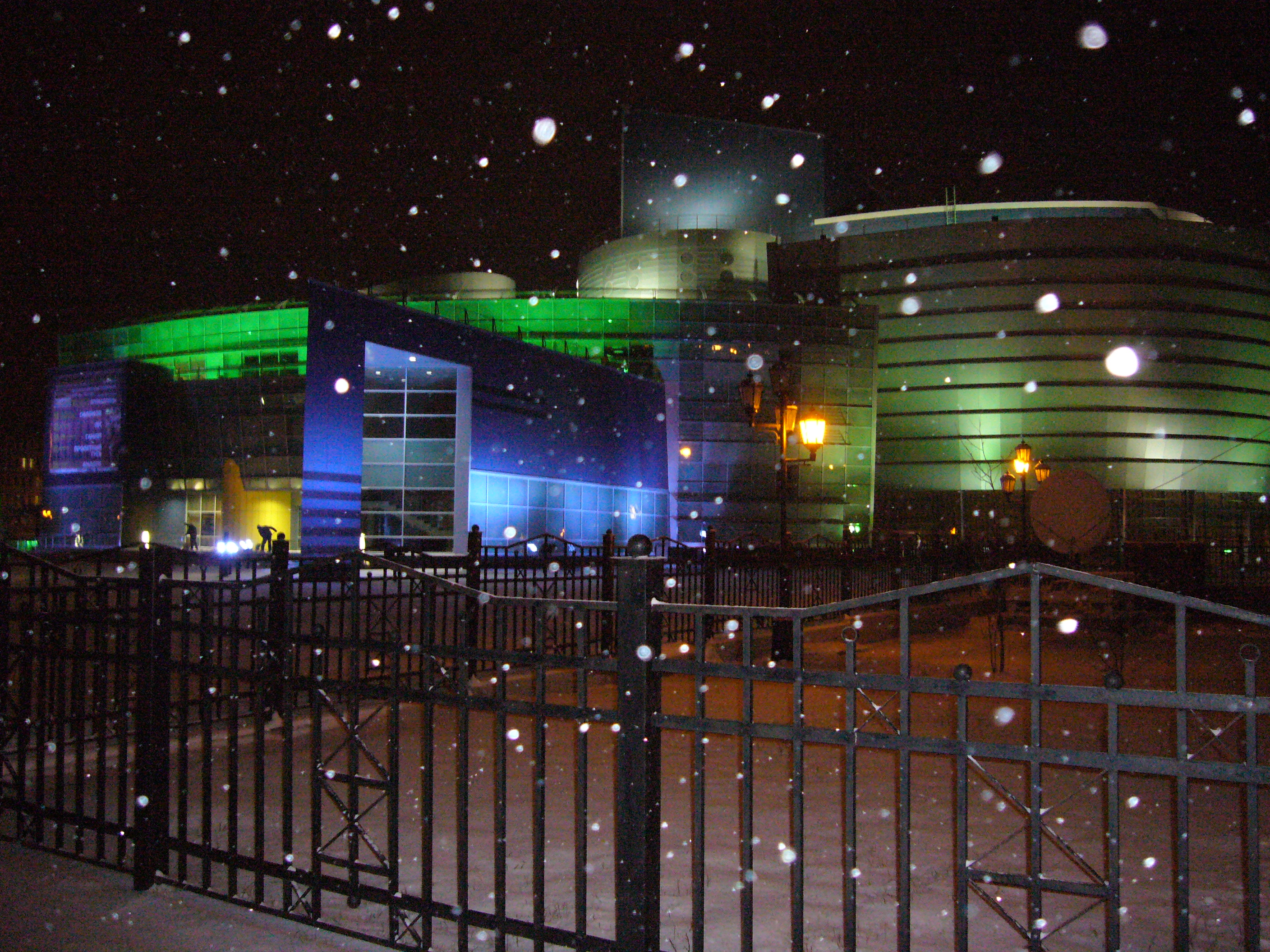
Théâtre.